# Velesh Kolā
Velesh Kolā (persiska: ولش كلا) är en ort i Iran.   Den ligger i provinsen Mazandaran, i den norra delen av landet, 180 km nordost om huvudstaden Teheran. Antalet invånare är 887.
Terrängen runt Velesh Kolā är platt. Runt Velesh Kolā är det ganska tätbefolkat, med 111 invånare per kvadratkilometer. Närmaste större samhälle är Sari, 10,7 km söder om Velesh Kolā. Trakten runt Velesh Kolā består till största delen av jordbruksmark.